# Michael Fink (Autor)
Michael Fink (* 20. Juli 1967 in Grünstadt) ist ein deutscher Autor pädagogischer Sachbücher.

## Leben
Michael Fink, aufgewachsen in Ebertsheim und Erkrath, studierte von 1987 bis 1995 Ästhetische Erziehung, Kunst- und Kulturwissenschaften an der Universität der Künste Berlin. Er ist als Autor von pädagogischen Sachbüchern sowie humoristischen Texten und Büchern über pädagogische Fragen, weiterhin als pädagogischer Fachberater und Illustrator tätig und gibt Fortbildungen zu künstlerischen oder naturwissenschaftlichen Themen. Michael Fink lebt in Berlin.

## Werke (Auswahl)
- Zauberschwert und Computerschrott: Geschichten aus der Bauwerkstatt / Michael Fink; Antje Bostelmann (Hrsg.), Luchterhand 2001 (ISBN 978-3-472-04746-9)
- Geschichten aus dem Elterngarten / Michael Fink, Verlag das Netz 2012 (ISBN 978-3-86892-078-9)
- Das Krippenatelier: Malen, Matschen und Gestalten mit Kindern unter 3 / Michael Fink, Antje Bostelmann, Bananenblau Verlag 2011 (ISBN 978-3-942334-16-7)
- Unterwegs in Pädagogien: Ein Läster-, Jammer- und Mutmach-Heft / Michael Fink, Verlag das Netz 2011 (ISBN 978-3-86892-008-6)
- Rauchzeichen und Regentänze: Das große Indianer-Praxisbuch / Michael Fink; Antje Bostelmann, Thomas Metze (Hrsg.), Luchterhand 2002 (ISBN 978-3-407-56165-7)
- Pädagogische Prozesse im Kindergarten: Planung, Umsetzung, Evaluation / Michael Fink; Antje Bostelmann (Hrsg.), Beltz 2003 (ISBN 3-407-56211-X)
- Vom Zeichen zur Schrift: Begegnungen mit Schreiben und Lesen im Kindergarten / Petra Zinke, Michael Fink, Benjamin Bell, Antje Bostelmann; Thomas Metze (Hrsg.), Beltz 2005 (ISBN 978-3-589-25379-1)
- Wie funktioniert denn das? Mit Kindern fragen, forschen, konstruieren / Michael Fink, Herder 2009 (ISBN 978-3-451-30333-3)
- Das Portfolio-Konzept für die Krippe, Verl. an der Ruhr 2008 (ISBN 978-3-8346-0413-2)
- Praxisbuch Krippenarbeit: leben und lernen mit Kindern unter 3 / Antje Bostelmann (Hrsg.), Verl. an der Ruhr 2008 (ISBN 978-3-8346-0353-1)
- Krippenarbeit live! Grundlagenbuch, Praxismaterial und Film zum Leben und Lernen mit Kindern unter 3 / Michael Fink; Antje Bostelmann (Hrsg.), Verl. an der Ruhr 2010 (ISBN 978-3-8346-0353-1)
- Elementare Spielhandlungen von Kindern unter 3 : erkennen, begleiten, fördern / Michael Fink, Antje Bostelmann, Bananenblau Verlag 2013 (ISBN 978-3-942334-33-4)
- Zwischen Himmel und Erde: philosophieren und nachdenken mit Kindern über Leben und Tod / Antje Bostelmann; Thomas Metze (Hrsg.), Beltz 2005 (ISBN 978-3-589-25379-1)
- Controlling in Kindertageseinrichtungen / Antje Bostelmann (Hrsg.), Beltz 2005 (ISBN 978-3-589-25268-8)
- Glückliche Krippenkinder: Wie Eltern ihre Kinder unterstützen können / Michael Fink; Antje Bostelmann, Beltz 2013 (ISBN 978-3-407-85964-8)
- Elementare Spielhandlungen von Kindern unter 3 : erkennen, begleiten, fördern / Michael Fink, Antje Bostelmann, Bananenblau Verlag 2013 (ISBN 978-3-942334-33-4)
- Das Kindergartenatelier: Malen Bauen und Erfinden / Michael Fink, Antje Bostelmann, Bananenblau Verlag 2014 (ISBN 978-3-942334-17-4)
- Mahlzeiten in der Krippe : Lernchancen erkennen und Essensituationen einfühlsam begleiten / Michael Fink, Antje Bostelmann, Bananenblau Verlag 2014 (ISBN 978-3-942334-37-2)
- Ton & Co. : entdecken, erleben, kreativ gestalten / Michael Fink, Herder 2014 (ISBN 978-3-451-32780-3)
- Elternabende in der Krippe mühelos meistern : Material und Arbeitshilfen zur erfolgreichen Gestaltung / Michael Fink, Antje Bostelmann, Bananenblau Verlag 2014 (ISBN 978-3-942334-29-7)
- Krempelkunst : mit Recycling-Materialien kreativ gestalten / Michael Fink, Herder 2014 (ISBN 978-3-451-32844-2)
- Freundschaft gestalten mit den Freunden : 40 Kita-Projektideen zu 5 Bilderbüchern / Michael Fink, Beltz 2015 (ISBN 978-3-407-72718-3)
- Digital Genial : erste Schritte mit Neuen Medien im Kindergarten  / Michael Fink, Antje Bostelmann, Bananenblau Verlag 2015 (ISBN 978-3-942334-36-5)
- Pappe & Co. : entdecken, erleben, kreativ gestalten / Michael Fink, Herder 2015 (ISBN 978-3-451-32970-8)
- Lesen und experimentieren im Unterricht : Praxismaterial zur Sachbuchreihe "Forschen, Bauen, Staunen von A bis Z" von tinkerbrain / Michael Fink, Beltz 2015 (ISBN 978-3-407-62973-9)
- Bau dich schlau! : Konstruierend und spielend die Welt erschließen / Michael Fink, verlag das netz 2015 (ISBN 978-3-86892-119-9)
- Wut  - starke Gefühle erleben : 40 Kita-Projektideen zu 5 Bilderbüchern / Michael Fink, Beltz 2015 (ISBN 978-3-407-72742-8)
- Spielzeug selber machen : Kreative Projekte für Kitas, Eltern und Kinder / Michael Fink, Herder 2016 (ISBN 978-3-451-34280-6)
- Land-Art in Herbst und Winter : Kinder gestalten Naturkunstwerke / Michael Fink, Herder 2016 (ISBN 978-3-451-34281-3)
- Land-Art in Frühling und Sommer : Kinder gestalten Naturkunstwerke / Michael Fink, Herder 2017 (ISBN 978-3-451-37653-5)
- Trauer  - starke Gefühle erleben : 40 Kita-Projektideen zu 5 Bilderbüchern / Michael Fink, Beltz 2017 (ISBN 978-3-407-72752-7)
- Farbenspiel : Malen mit Krippenkindern / Michael Fink, Herder 2018 (ISBN 978-3-451-37638-2)
- So geht digital. : Websites, Tools und Apps, die den Kita-Alltag leichter machen / Michael Fink, Herder 2018 (ISBN 978-3-451-81425-9)
- 100 Ideen : für eine bessere Welt / Michael Fink, Was mit Kindern GmbH - Der pädagogische Fachverlag 2018 (ISBN 978-3-945810-18-7)
- Neues aus Pädagogien : ein Läster-, Jammer- und Mutmach-Buch / Michael Fink, Was mit Kindern GmbH - Der pädagogische Fachverlag 2018 (ISBN 978-3-945810-41-5)
- Bilderbuchkarten »Der Grüffelo« von Axel Scheffler und Julia Donaldson / Michael Fink, Beltz & Gelberg, Weinheim 2018, EAN 4019172200015
- Besser dokumentieren : Bildungsprozesse in der Kita sichtbar machen / Michael Fink, Herder 2019 (ISBN 978-3-451-38411-0)
- Mein Körper von innen? : mit dem Bilderbuch »Schau in deinen Körper« von F.Horstschäfer / J.Vogt 8 Kita-Projektideen / Michael Fink, Beltz 2020 (ISBN 978-3-407-72778-7)
- Freispiel-Impulse : Bauen und Konstruieren / Michael Fink, Herder 2020 (ISBN 978-3-451-38542-1)
- Freispiel-Impulse : Malen und Gestalten / Michael Fink, Herder 2021 (ISBN 978-3-451-38770-8)